# E. G. D. Cohen
Ezechiël Godert David Cohen (Amsterdam, 16 gennaio 1923 – Iowa City, 24 settembre 2017) è stato un fisico olandese naturalizzato statunitense, noto per i suoi contributi alla fisica statistica.

## Biografia
Ezechiël Godert David Cohen, soprannominato Eddie, nacque ad Amsterdam nel 1923, dove riuscì a sopravvivere all'Olocausto durante la seconda guerra mondiale vivendo in clandestinità dentro case sicure, mentre i suoi genitori morirono invece ad Auschwitz. Studi presso l'università di Amsterdam, dove si laureò nel 1952 e conseguì il dottorato di ricerca nel 1957. Fu ricercatore post-doc per due anni presso l'Università del Michigan dove lavorò con George Uhlenbeck e Theodore Berlin, e alla Johns Hopkins University, e poi professore associato presso l'istituto di fisica teorica dell'Università di Amsterdam, prima di tornare definitivamente negli Stati Uniti nel 1963, presso la Rockefeller University a New York.
Nel 1979 Cohen divenne membro corrispondente della Koninklijke Nederlandse Akademie van Wetenschappen, mentre nel 2004 ricevette la medaglia Boltzmann dell'Unione internazionale di fisica pura e applicata, come riconoscimento per i suoi contributi alla meccanica statistica. Nello stesso anno fu insignito del titolo di Cavaliere Reale dell'Ordine del Leone Olandese. Fu editore di numerosi libri, tra cui la serie Fundamental Problems in Statistical Mechanics, I–VI, che contiene un resoconto degli sviluppi in fisica statistica nell'arco di 45 anni. Questi libri si basano sulle lezioni di una scuola estiva di meccanica statistica da lui fondata nel 1961 nei Paesi Bassi, e che continua tuttora. Era anche fellow dell'American Physical Society.
Eddie Cohen era sposato dal 1950 con Marina (morta nel 2013), dalla quale ebbe due figli e quattro nipoti.

## Ricerche
All'inizio della sua carriera, Cohen predisse la possibilità di una separazione di fase incompleta nelle miscele di elio liquido a temperature molto basse, confermata poi sperimentalmente, che portò alla progettazione del refrigeratore a diluizione a elio, uno degli strumenti fondamentali per lo studi criogenici.
Per la maggior parte della sua carriera Cohen si è concentrato sulla meccanica statistica del non equilibrio. Insieme a J. Robert Dorfman negli anni '60 dimostrò che un'espansione in serie di potenze dei coefficienti di trasporto nella densità (analoga all'espansione del viriale della pressione in termini di densità), è divergente. Questa scoperta ha chiuse un intero campo di ricerca all'interno della meccanica statistica del non equilibrio.
Successivamente, assieme a Denis Evans e Gary Morriss, nel 1990 dimostrò che, per alcune classi di sistemi allo stato stazionario, non all'equilibrio e termostatati, il coefficiente di trasporto rilevante ha una relazione semplice con la somma degli esponenti di Lyapunov massimi e minimi, che descrivono la traiettoria del sistema di N particelle nello spazio delle fasi. Questa relazione è chiamata regola di accoppiamento coniugato. Questa fu il primo collegamento esplicito tra misure caotiche e proprietà termofisiche.
Nel 1993 Denis Evans, Cohen e Gary Morriss annunciarono il primo teorema di fluttuazione per lo stato stazionario, che descrive le fluttuazioni asintotiche di entropia nel tempo, fornendone una dimostrazione euristica basata su simulazioni numeriche. Nel 1995, assieme a Giovanni Gallavotti, ne diede una formulazione più rigorosa.
Nel 2003 introdusse insieme a Christian Beck il formalismo della superstatistica.